# 가장 오래된 기록 목록
세계에서 가장 오래 살아남은 물리적 문서 목록은 다음과 같다.
각 항목은 각 언어 또는 문명에서 가장 오래된 것이다. 예를 들어, 나르메르 팔레트는 이집트에서 가장 오래된 것일 수 있지만, 나르메르 팔레트보다 나중에 만들어졌지만 실로스 미사일보다 더 오래된 많은 다른 이집트의 문서들이 존재한다.

## 목록

### 기원전 35세기–32세기
고대 메소포타미아의 우루크 기 중기에 만들어진 작은 석회암 판인 키시 판에는 쐐기 문자의 초기 선구자 형태를 보여주는 그림문자가 새겨져 있다. 같은 시대에 많은 유사한 판들이 발견되었으며, 이들 모두 방사성 탄소 연대 측정을 통해 연대를 측정하기 어려웠다. 이들 중 키시 판은 가장 이른 제조 시기로 제안되었지만, 기원전 3200년경의 후기 우루크 IV 시대의 것일 수도 있다.
같은 시대의 쿠심 판에는 역사상 최초로 이름이 언급된 사람(쿠심)이 등장할 가능성이 있다.
기원전 3100년경으로 거슬러 올라가는 이름이 새겨진 또 다른 우루크 시대 점토판에는 노예 소유주(갈-살)와 그의 두 노예(남자 엔-팝 X, 여자 수칼기르)의 이름이 포함되어 있다. 이 판은 쿠심 판보다 한두 세대 후에 제작된 것으로 보인다.
같은 시기에 이름이 알려진 최초의 이집트 통치자인 이리-호르가 발견되었으며, 곧이어 가장 오래된 여성 통치자로 추정되는 하 여왕도 발견되었는데, 그녀는 나르메르의 동시대 인물인 네이트호테프 여왕 바로 이전의 인물이다.

### 기원전 31세기
고대 이집트 이집트 초기왕조 시대의 실트스톤 조각인 나르메르 팔레트에는 신성문자의 가장 초기 형태가 새겨져 있다. 특히, 이 팔레트에는 메기(n'r)와 끌(mr)을 나타내는 레부스 원리가 새겨진 세레크가 포함되어 있다. 이는 기원전 3100년경 상하 이집트를 통일한 최초의 파라오인 나르메르의 음성적 표현으로 여겨진다.

### 기원전 25세기
파라오의 이름과 기타 정보가 새겨진 석비인 팔레르모 석은 현무암으로 만들어졌다. 이 조각의 파편들이 존재하며, 일부는 멤피스에서, 다른 일부는 이집트 중부에서 발견된 것으로 알려져 있다. 2025년 현재, 팔레르모 석으로 불리는 주요 조각은 이탈리아에 전시되어 있으며, 1859년 시칠리아 변호사 페르디난트 귀다노가 구입했다.
메레르의 일기 (파피루스 자르프라고도 함)는 4,500여 년 전 중급 관리인 메레르가 감찰관(sHD)이라는 직함을 가지고 쓴 파피루스 일지를 가리킨다. 홍해 연안의 와디 알-자르프에 있는 배를 보관하는 인공 동굴 앞에 묻혀 있던 파피루스는 2013년에 발견되어 발굴되었다.

### 기원전 21세기
기네스 세계 기록에 따르면, 세계에서 가장 오래 살아남은 사랑 시인 발발레는 수메르 기원이며 쐐기 문자로 쓰여졌고, 니푸르에서 발견되었으며, 기원전 2031년으로 거슬러 올라가며, 고고학자들은 이를 이스탄불 2461이라고 부른다. 10.7 × 6 × 3.1 cm 크기의 점토판에 쓰여진 이 시는 기원전 2037년에서 2029년 사이에 통치했던 수메르 왕 슈신의 신부가 썼다고 여겨진다. 이 점토판은 이스탄불 고고학 박물관에 전시되어 있다.
내 마음에 소중한 신랑이여,
그대의 아름다움은 훌륭하고, 꿀처럼 달콤하네.
내 마음에 소중한 사자여,
그대의 아름다움은 훌륭하고, 꿀처럼 달콤하네.— 이스탄불 #2461

### 기원전 18세기
기원전 1800년으로 거슬러 올라가는 구바빌로니아 시대의 점토판에서 비둘기고기 요리법이 발견되었는데, 아카드 쐐기 문자로 쓰여 있었다. 양, 조리 시간, 준비 또는 조리 방법은 명시되어 있지 않고, 비둘기를 반으로 자르고 물, 지방, 소금, 빵가루, 양파, 부추, 마늘을 포함한 우유에 적신 허브, 그리고 현대의 세몰리나와 동등한 "사미두"라는 허브를 섞어 반죽해야 한다고만 적혀 있다.
이라크에서 발견된 아카드 쐐기 문자로 쓰인 점토판인 에아나시르에 대한 항의 점토판은 최초로 기록된 고객 불만이다. 나니라는 고객이 상인 에아-나시르에게서 구입한 구리의 품질이 잘못되었다고 불평하는 내용이다.

### 기원전 14세기
2010년, 이스라엘 고고학자들이 예루살렘의 한 탑 발굴 작업 중 올리브 크기만한 아카드 쐐기 문자가 새겨진 점토 파편을 발견했는데, 이 탑 자체는 기원전 10세기로 거슬러 올라가지만, 점토 파편은 기원전 14세기에 만들어진 것으로 밝혀졌다. 발견 당시 거의 3,400년 된 이 문서는 예루살렘에서 발견된 다른 고대 문서들보다 최소 600년 이상 오래된 것이었다. 추가 조사 결과, 이 점토는 예루살렘 지역에서 유래했으며, 필사자는 매우 숙련된 사람이었다. 이 지역에서 발견된 유일한 쐐기 문자 문서이다. 이전에는 예루살렘에서 발견된 가장 오래된 문서는 기원전 8세기로 거슬러 올라가는 실로암 물 터널에서 발견된 점토판이었다.
줄여서 와코클론이라고도 알려진 와코클론 히렐 틸렌 살라이 아마일론 푸콕 푸야는 사나마히즘, 즉 고대 칸글레이팍 (고대 마니푸르)의 메이테이 종교에서 가장 오래된 경전(푸야) 중 하나이다. 뉴델리 국립문서보관소에 의해 기원전 1398년(3400년 전)에 쓰여졌다는 것이 확인되었다. 이 텍스트는 사람들과 마니푸르 주 정부에 의해 칸글레이 에예크 (메이테이 문자)의 원천으로 간주된다.

### 기원전 13세기
현존하는 상나라의 직접적인 기록은 대략 기원전 1250년경으로 거슬러 올라간다. 이 기록들은 주로 갑골 문자와 금문으로 구성되어 있으며, 도자기, 옥 및 기타 재료에 쓰인 소수의 다른 글들도 포함한다.

### 기원전 4세기
사해 문서 중 가장 오래된 것은 이 시기로 거슬러 올라가는 것으로 여겨지지만, 일부는 기원후 1세기만큼 최근일 수도 있다. 거의 전적으로 히브리어, 아람어, 그리스어로 작성되었다. 이 고대 두루마리와 파편들에는 히브리어 성경의 약 30%뿐만 아니라 다른 역사적, 묵시적, 법률적, 경건적 텍스트의 방대한 자료가 포함되어 있다.

### 기원전 2세기
1898년에 발견된 네 조각의 파피루스 파편으로 이루어진 내시 파피루스는 사해 문서가 발견되기 전까지 알려진 가장 오래된 히브리어 문서였다. 이 파편들에는 십계명과 쉐마 이스라엘의 일부가 포함되어 있다. 이 문서들은 W. L. 내시가 이집트에서 입수했으며, 파이윰에서 유래한 것으로 여겨지지만 다른 곳에서 유래했을 가능성도 있다.

### 기원전 1세기
간다라 불교 경전은 남아시아에서 유래한 가장 오래된 알려진 필사본이다. 자작나무 껍질이나 야자수 잎에 간다라어로 쓰여졌으며, 전 세계 여러 컬렉션에 소장되어 있다.

### 기원후 1세기
가브리엘의 계시는 잉크로 쓰여진 돌판이다.

### 기원후 11세기
기원후 11세기로 거슬러 올라가는 라틴어로 쓰여진 스코틀랜드 시편집이 스코틀랜드의 에든버러 대학교에 전시되어 있다. 대학이 이 작품을 어떻게 입수했는지, 어디서 유래했는지는 알려져 있지 않다. 페이지 사진을 보면 원래 제본은 없어졌지만, 페이지들은 여전히 놀랍도록 양호한 상태이며, 색상은 여전히 생생하고 글자는 읽을 수 있다.
실로스 미사일은 오늘날 현존하는 유럽 기원의 가장 오래된 종이 문서(양피지가 아닌)로, 적어도 기원후 1080년으로 거슬러 올라간다. 이것은 나헤라의 산타 마리아 라 레알 수도원에서 만들어졌다.

## 같이 보기
- 고대 문학#고대 텍스트의 불완전한 목록
- 고대 텍스트 코퍼스